# Phytoecia luteovittigera
Phytoecia luteovittigera är en skalbaggsart som beskrevs av Maurice Pic 1906. Phytoecia luteovittigera ingår i släktet Phytoecia och familjen långhorningar.
Artens utbredningsområde är Iran. Inga underarter finns listade i Catalogue of Life.